# Sinners International
| Оценки критиков         | Оценки критиков |
| Источник                | Оценка          |
| ----------------------- | --------------- |
| Spheremag               | [ 1 ]           |
| Gothtronic              | [ 2 ]           |
| Reflections of Darkness | Положительно    |
| Release Magazine        | [ 4 ]           |
| Metal Ireland           | 3.9/5           |

Sinners International — четвертый студийный альбом норвежской индастриал-рок группы Zeromancer, выпущенный 13 февраля 2009 года на звукозаписывающем лейбле Trisol Music Group.

## Список композиций
| №                   | Название                                      | Длительность |
| ------------------- | --------------------------------------------- | ------------ |
| 1.                  | «Sinners International»                       | 5:03         |
| 2.                  | «Doppelgänger I Love You»                     | 4:02         |
| 3.                  | «My Little Tragedy»                           | 4:05         |
| 4.                  | «It Sounds Like Love (But It Looks Like Sex)» | 3:23         |
| 5.                  | «Filth Noir»                                  | 4:17         |
| 6.                  | «Fictional»                                   | 4:03         |
| 7.                  | «I'm Yours To Lose»                           | 3:19         |
| 8.                  | «Two Skulls»                                  | 4:11         |
| 9.                  | «Imaginary Friends»                           | 4:01         |
| 10.                 | «Ammonite»                                    | 6:03         |
| Общая длительность: | Общая длительность:                           | 42:27        |

## Участники записи

### Состав группы
- Алекс Мёклебуст (норв. Alex Møklebust) — вокал.
- Ким Льюнг (норв. Kim Ljung) — бас-гитара, бэк-вокал.
- Норальф Ронти (норв. Noralf Ronthi) — барабаны.
- Дэн Хейде (норв. Dan Heide — гитара.
- Лорри Кристиансен (норв. Lorry Kristiansen) — клавишные, программирование.

## Позиции в чартах
| Чарт (2003)         | Наивысшая позиция |
| ------------------- | ----------------- |
| Норвегия (VG-lista) | 23                |